# Langenzenn
Langenzenn település Németországban, azon belül Bajorországban. Lakosainak száma 10 924 fő (2023. december 31.). Langenzenn Wilhermsdorf, Cadolzburg, Großhabersdorf, Veitsbronn, Puschendorf, Emskirchen és Hagenbüchach községekkel határos.

## Népesség
A település népessége az elmúlt években az alábbi módon változott:
| Lakosok száma | 1744 | 4277 | 6277 | 8193 | 10 339 | 10 443 | 10 511 | 10 574 | 10 684 | 10 924 |
|               | 1875 | 1950 | 1975 | 1987 | 2012   | 2014   | 2016   | 2017   | 2021   | 2023   |